# Bahnhof Göppingen-Holzheim
Der Bahnhof Göppingen-Holzheim ist ein stillgelegter Bahnhof an der 1926 eröffneten Voralbbahn Göppingen–Boll (Streckenkilometer 3,01).

## Gebäude
Die Ausführung des Stationsgebäudes entsprach der allgemein üblichen Bahnarchitektur für Nebenbahnen der 1920er Jahre: ein massives, eingeschossiges Gebäude mit Warteraum und Schalter. Ein Güterschuppen war angebaut. Bei der Errichtung wurde Jurament-Baustein aus den Steinbrüchen der Umgebung verwendet. Der Bahnhof wurden von einem Bahnagenten betreut. Das Gebäude wurde 1999 abgerissen.

## Gleisanlagen
Der Bahnhof hatte einen Zwischenbahnsteig am durchgehenden Hauptgleis, ein Kreuzungsgleis mit einer Nutzlänge von 180 Metern am Hausbahnsteig, ein Freiladegleis und ein Gütergleis mit Kopframpe, welche noch vorhanden sind.

## Verkehr
Der Bahnhof Holzheim wurde von Nahverkehrszügen mit dem Laufweg Göppingen–Boll bedient. Die Fahrzeit von und nach Göppingen betrug zuletzt 4–5 Minuten.

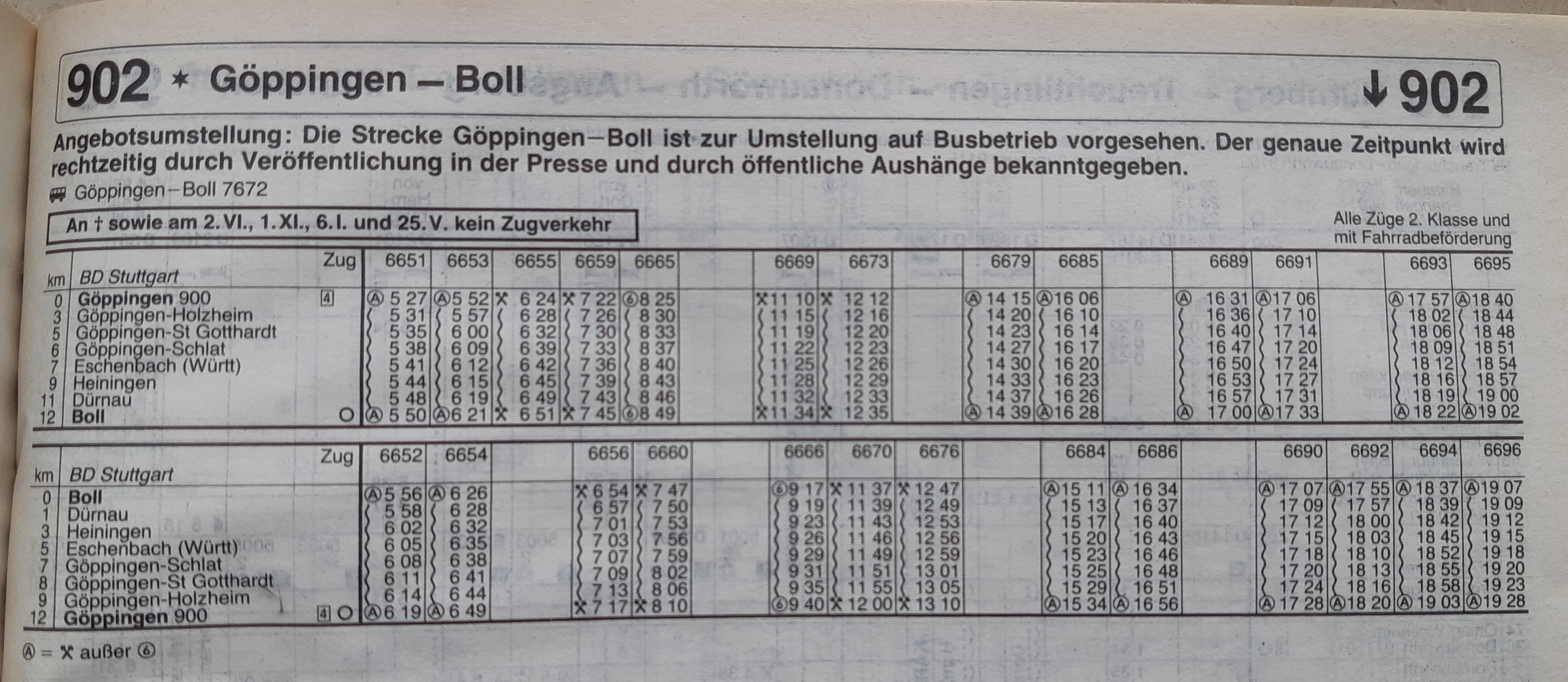
Voralbbahn Kursbuch Winter 1988/89

## Bildergalerie

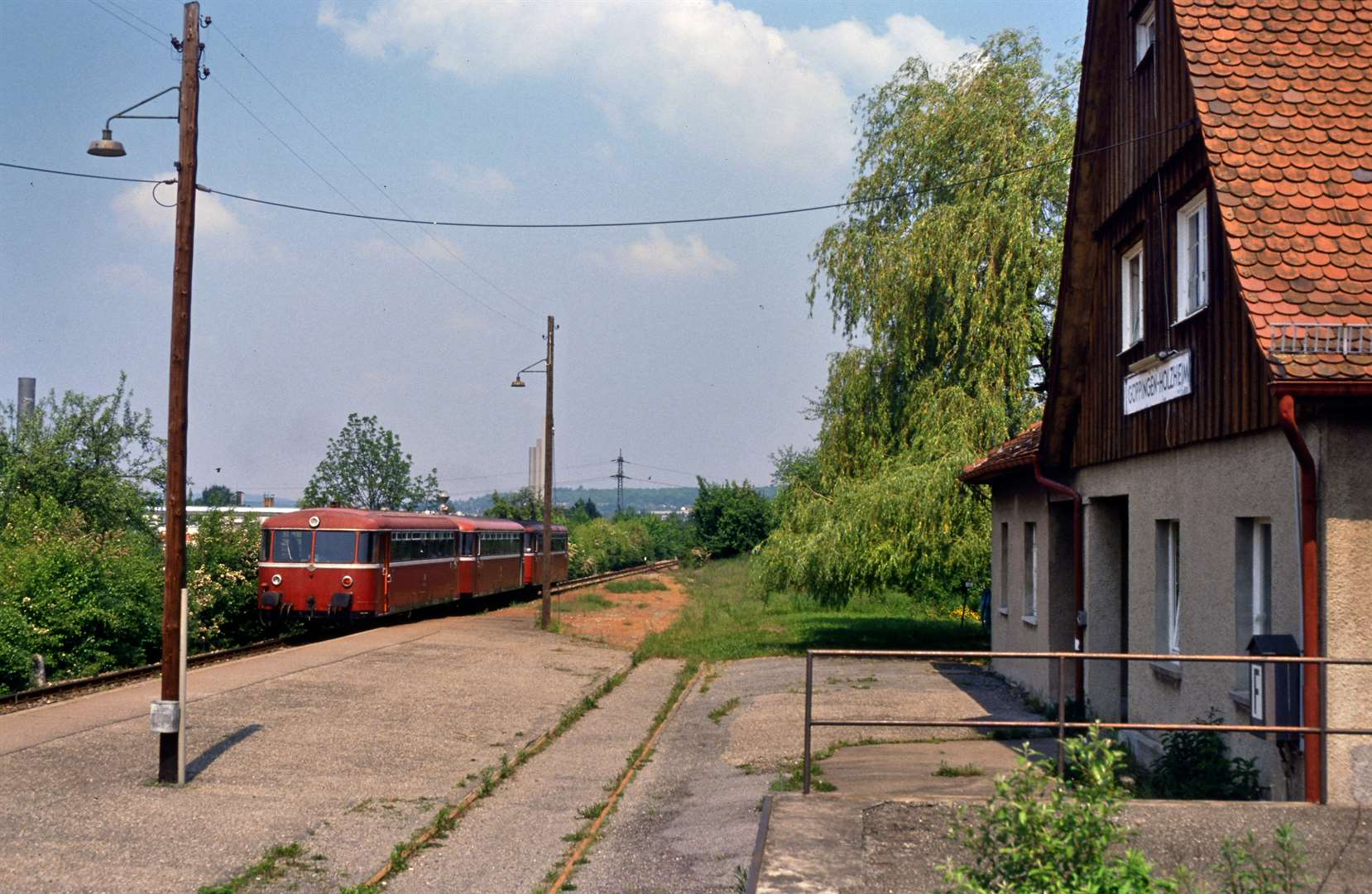
Schienenbus in Holzheim (1985)
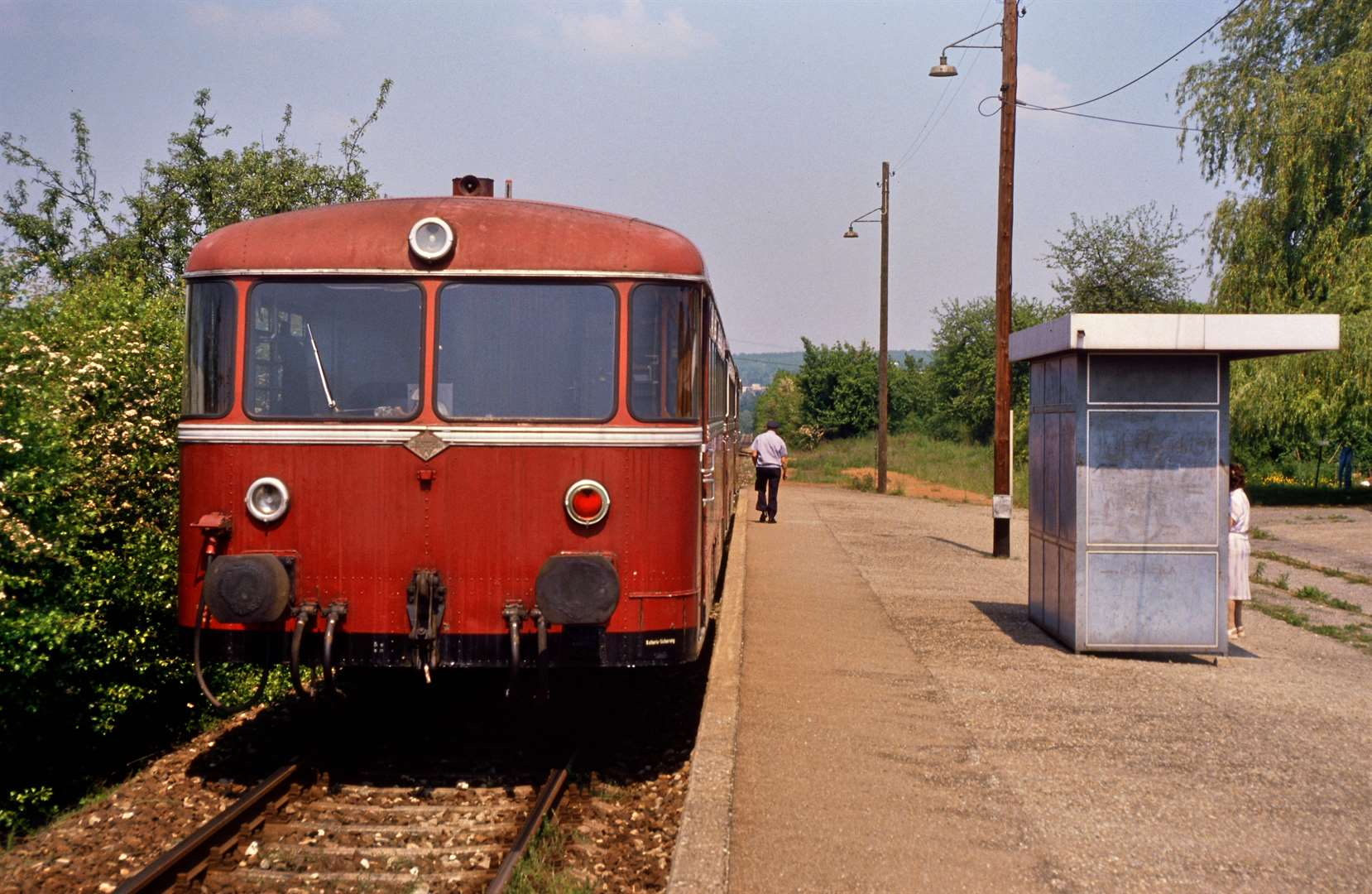
Zug am Bahnsteig (1985)
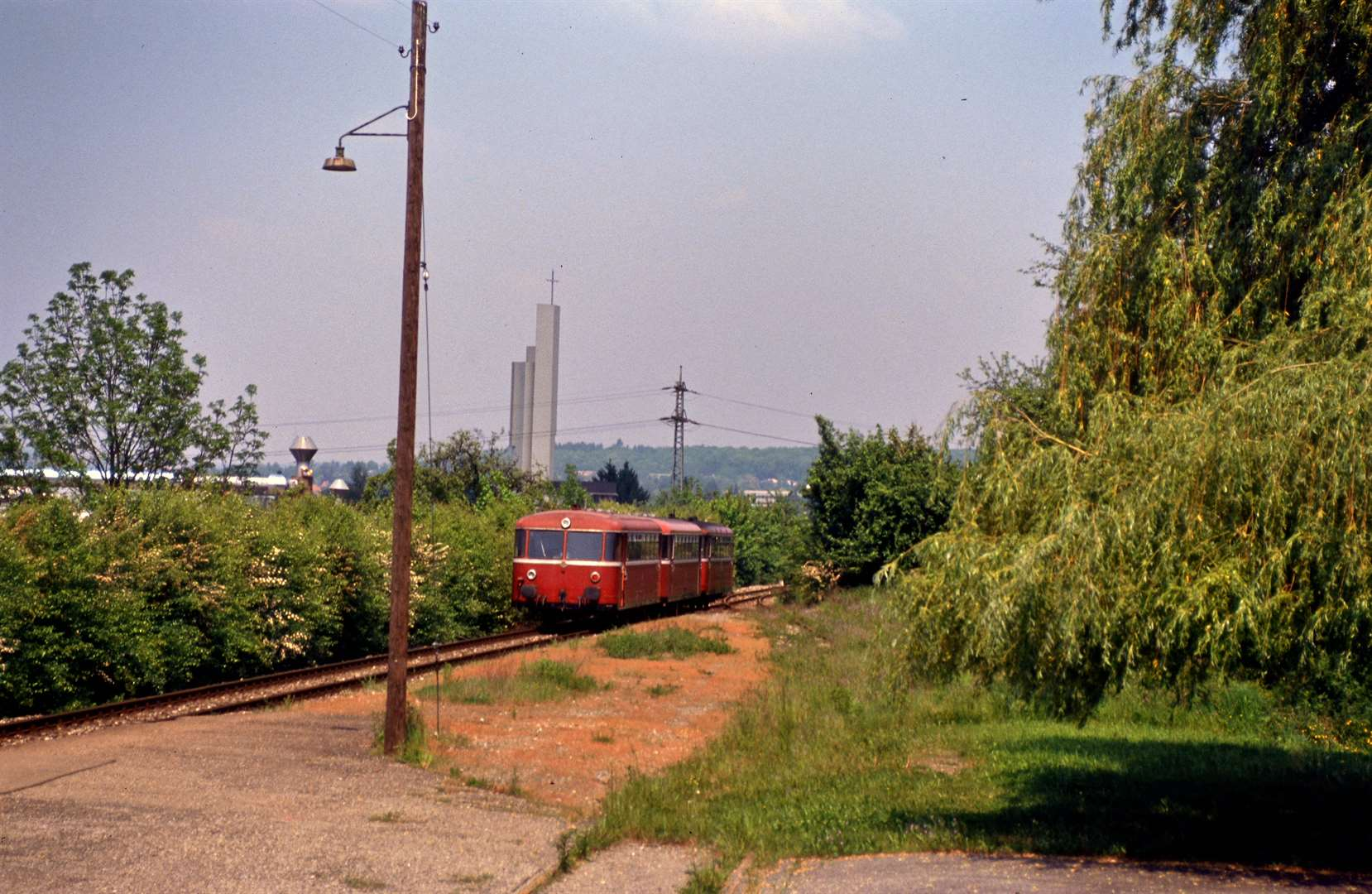
Zug verlässt den Bahnhof (1985)